# Alfréd Veliký
Alfréd Veliký (848? – 26. říjen 899) byl v letech 871 až 899 králem anglosaského království Wessex. Je oceňován za obranu království proti vikingům a je jedním ze dvou anglických králů, s jejichž jménem je spojován přívlastek Veliký (druhým je Knut Veliký). Byl prvním králem Západních Sasů, který byl titulován jako král Anglie. Byl vzdělaný, podporoval rozvoj školství a překládal do staroangličtiny význačná latinsky psaná díla, inicioval zdokonalení právního systému a obranného systému země.

## Dětství
Alfréd se narodil v letech 847 až 849 ve Wantage v hrabství Berkshire. Byl pátým synem krále Æthelwulfa a jeho první ženy Osburgy. Roku 868 se oženil s Ealhswith. Uvádí se, že v pěti letech byl poslán do Říma, kde byl, jak uvádí Anglosaská kronika, papežem Lvem IV. označen za budoucího krále. Alfréd také doprovázel svého otce na pouti do Říma a strávil nějaký čas na dvoře franského krále. Po návratu z Říma roku 856 byl Æthelwulf sesazen svým synem Æthelbaldem. Æthelwulf zemřel roku 858 a ve Wessexu vládli postupně tři Alfrédovi bratři.

## Vláda

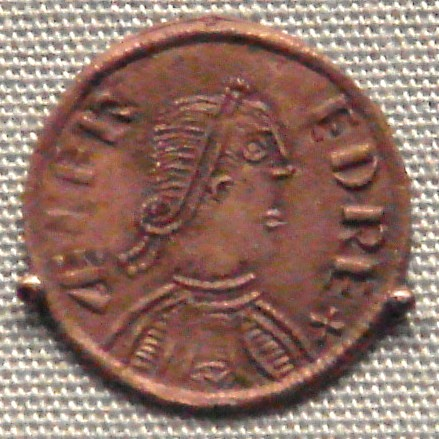
jednopence, ÆLFRED REX

Alfréd je poprvé zmiňován, když se roku 868 pokoušel spolu se svým bratrem Æthelredem zadržet postup vikingů v sousedním království Mercie. Po asi dva následující roky byl Wessex ochráněn od jejich útoků, protože jim Alfréd platil výkupné. Následující období bylo poznamenáno mnohými bitvami s vikingy s různým výsledkem. V dubnu 871 byl Æthelred v bitvě u Mertonu zabit a Alfréd se stal jeho nástupcem.
V době, kdy byl zaměstnán pohřbem svého bratra, zaútočili vikingové na Anglosasy a poté znovu již v Alfrédově přítomnosti. Následujících pět let trval relativní klid, když vikingové plenili ostatní části země. Nicméně roku 876 vedeni novým velitelem Guthrumem obešli vikingové anglosaskou armádu a zaútočili na Wareham v Dorsetu a na počátku následujícího roku obsadili Exeter. Tady je Alfréd zablokoval, a protože jejich lodě byly zničeny bouří, byli nuceni se stáhnout. Přesunuli se do Mercie, ale v lednu roku 878 vyrazili na překvapivý útok a napadli královskou pevnost v Chippenhamu, kde Alfréd pouze s malou posádkou trávil Vánoce. Přesto se Alfrédovi podařilo s několika muži uniknout a postavil opevnění v bažinaté krajině u Athelney. Odtud organizoval vojenský odpor a shromažďoval vojsko. K dalšímu střetu s vikingy došlo v bitvě u Edingtonu, která znamenala výrazné Alfrédovo vítězství. Guthrum a jeho velitelé byli nuceni podepsat dohodu z Wedmore, která rozdělila Anglii na dvě části. Jihozápadní část připadla Sasům a severovýchodní včetně Londýna, označována také jako Danelaw, vikingům. Následující rok 878 vikingové opustili Wessex i Mercii.
Dalších pět let vládl mír, protože se vikingové soustředili na drancování kontinentální Evropy. Roku 884 nebo 885 se vylodili a byli odraženi, ale jejich příjezd povzbudil soudobé obyvatele Východní Anglie ke vzpouře. Alfréd při jejím potlačení obsadil roku 885 nebo 886 i Londýn. Po tomto úspěchu nastalo další krátké období klidu. Poté, co se jejich pozice na kontinentu stala nejistou, přepluli vikingové v asi 330 lodích Lamanšský průliv a část se jich vylodila v Appledore, ostatní v Hestenu v Kentu. Přivezli s sebou i ženy a děti, což znamenalo, že se zde chtějí usídlit. Alfréd roku 893 nebo 894 zaujal pozici, z níž chtěl sledovat obě skupiny nájezdníků. Zatímco vedl jednání s vikingy v Hestenu, vikingové v Appledore vyrazili na severozápad. Byli však dostiženi a u Farnhamu poraženi vojskem Alfrédova nejstaršího syna Eduarda.
Alfréd se vydal podpořit svého syna, když se dozvěděl, že Dánové z Northumbrie a Východní Anglie obléhají Exeter. Spěchal tedy na západ, aby toto obléhání ukončil. Mezitím vikingové z Hestenu vyrazili údolím Temže, pravděpodobně aby podpořili své přátele na západu. Byli však zastaveni velkým vojskem vedeným stařešiny Mercie, Wiltshire a Somersetu, což je přimělo změnit směr na severozápad. Nakonec byli dostiženi a zablokování u Buttingtonu. Jejich pokus probít se anglosaskými liniemi byl neúspěšný. Poté podnikli náhlý průnik přes Anglii a pronikli až k Chesteru, který okupovali. Sasové neudržovali zimní blokádu, místo toho zničili zásoby v jejich okolí. Nedostatek jídla přinutil Dány znovu podniknout výpravu do Essexu. Na konci roku 895 (nebo 896) se Dánové nalodili, vypluli proti proudu Temže a opevnili se asi 40 km severně od Londýna na řece Lea. Přímý útok na jejich pozice byl neúspěšný, ale později Alfréd zablokoval řeku, aby zabránil jejich úniku. Dánům tak byl omezen pohyb, vyrazili na sever a přezimovali u Bridgenorthu. Příští rok vzdali okupaci jižní Anglie, někteří se přesunuli do Northumbrie a jiní do Východní Anglie. Ti, kteří neměli v Anglii žádné svazky, se vrátili na kontinent.

## Reorganizace
Poté, co odrazil vikinskou invazi, soustředil se Alfréd na vybudování loďstva. Důvodem byla snaha potlačit drancování pobřeží Wessexu Dány z Northumbrie a Východní Anglie a prevence vylodění nových nájezdníků. I když se i předtím vyskytly námořní operace, připisuje Anglosaská kronika Alfrédovi zásluhu na vzniku anglosaského vojenského námořnictva. Lodi, jejichž konstrukci údajně Alfréd sám navrhl, však nebyly příliš dokonalé, protože ztroskotaly v bouři.
Anglosaské vojsko bylo rozděleno na dvě části. Jedna část se starala o úrodu a druhá byla v pohotovosti připravena chránit zemi. Úroveň organizace rozdělení armády do dvou skupin, z nichž jedna část zásobovala druhou, byla obrovská. Zdá se, že tento systém byl pozoruhodně funkční.
Jednou z nevýhod předchozího obranného systému bylo to, že opevnění byla opuštěná a nebyla v nich žádná stálá posádka. Tak je mohli vikingové snadno obsadit a rychle zaujmout strategicky výhodnou pozici. Alfréd podstatně zdokonalil obranný systém Wessexu vybudováním sítě opevněných měst (burh), která byla určena také jako centra obchodu. Žádná z oblastí Wessexu neměla být vzdálená od těchto opevnění více než asi 30 km. Povinnost udržovat a bránit tato a jiná místa se stálou posádkou je zachycena v administrativním rukopisu známém jako Burghal Hidage. Tento dokument pochází z období asi dvacet let po Alfrédově smrti a dobře popisuje jeho politiku. Porovnání plánů Wallingfordu a Warehamu s Winchesterem ukazuje, že tato města byla založena na stejném principu a měla zajistit jejich obyvatelům i obyvatelům blízkého okolí bezpečí v případě nenadálého útoku a jejich bohatství také mohlo být lépe králem zdaněno.
Alfrédova doba je tak typická reorganizací občanské společnosti, což platí zvláště pro oblasti napadané vikingy. Za jeho doby byl také v oblasti Mercie získané od vikingů poprvé ustanoven systém hrabství. Alfrédova snaha revidovat právní systém je potvrzena jak historiky, tak i legendami a on sám byl označován jako ochránce chudých. Věnoval se také státním financím, i když bližší údaje o této činnosti nejsou známy.

## Právní reforma
Změny legislativy byly zřejmě prováděny v pozdějších letech jeho vlády poté, co ustaly nájezdy Dánů. Jeho nejznámějším počinem byl právní kodex zvaný Book of Dooms (nebo také Book of Laws – kniha zákonů). Winston Churchill věřil, že Alfréd spojil židovské právo, keltské právo a zvykové právo pohanských Anglosasů. Churchill dále uvádí, že Alfrédův zákoník byl rozšiřován jeho nástupci a rozrostl se do zvykového práva spravovaného hrabstvími a soudními dvory. To vedlo roku 1100 k vydání Listiny svobod Jindřichem I.

## Mezinárodní vztahy
Biskup Asser informuje o Alfrédových rozsáhlých vztazích s cizími mocnostmi, ale neuvádí mnoho podrobností. Jeho zájem o cizí země je vidět v poznámkách, které dopsal v překladu k Orosiovi. Je jisté, že si dopisoval s patriarchou Jeruzaléma a je možné, že vyslal misii do Indie. Existovaly i kontakty s bagdádským kalifem. Časté cesty vyslanců do Říma zajišťovaly dopravu anglosaských almužen papeži. Okolo roku 890 podnikl Wulfstan cestu z Haithabu (Hedeby) podél Baltského moře až do pruského obchodního centra Truso a Alfréd se zajímal o podrobnosti této výpravy.
V počátku jeho vlády se do jeho ochrany svěřili knížata jižního Walesu z důvodu útoků ze severu Walesu a Mercie. Později se k nim připojil severní Wales a účastnil se i Alfrédova vojenského tažení roku 893 (nebo 894).

## Náboženství a kultura
O rozvoji náboženství v době jeho vlády existují jen minimální informace. Při útocích vikingů byly zničeny některé kláštery a Alfréd asi dva nebo tři kláštery založil a pozval západní mnichy do Anglie, ale dá se říci, že v tomto období kláštery nebyly příliš rozvíjeny. Vikinské nájezdy také způsobily úpadek znalosti latiny, a to dokonce i mezi duchovenstvem. Alfréd založil královskou školu a zval na svůj dvůr různé vzdělance z Evropy nebo Walesu. Staral se nejen o své vlastní vzdělání, ale vydal také sérii doporučení pro své duchovenstvo a ostatní obyvatele, z nichž se větší část dochovala do současnosti.
Také sám překládal různé knihy především z latiny do staroangličtiny. Mezi jeho nejvýznamnější práce patří:
- Překlad knihy rad pro duchovní Cura Pastoralis (Pastýřská péče) od papeže Řehoře I. Zejména Alfrédovy úvodní poznámky k této knize jsou považovány za jeden z nejzajímavějších dokumentů té doby.
- Překlad Boëthiovy knihy Consolatio Philosophiae (Útěcha z filosofie). Ke knize připsal Alfréd i svůj názor. Když Boëthius tvrdí, že nejdůležitější ze všeho je Bůh, Alfréd mu to schvaluje, ale dodává, že stejně důležité jsou i povinnosti.
- Překlad díla sv. Augustina Soliloquia (Samomluvy), česky známo jako Rozhovory duše s Bohem.
- Dále přeložil prvních padesát biblických žalmů a napsal k nim komentář.
- Další překlady zprostředkoval:
  - překlad ve středověku velmi populárních Dialogů Řehoře I., ke kterému napsal předmluvu.
  - překlad historického Orosiova spisu Historie proti pohanům.
  - překlad Církevní historie lidu Anglů od Bedy Ctihodného.
- Zasloužil se o vytvoření Anglosaské kroniky, sbírky letopisů ve staroangličtině popisující historii Anglosasů.

## Rodina
Alfréd se roku 868 oženil s Ealhswith (asi 850/5 – 5./8. prosinec 905, zemřela jako jeptiška ve Winchesteru), dcerou příslušníka rady starších rodu Gaini, který pocházel z Gainsborough v Lincolnshire. Zdá se, že byla vnučkou krále Mercie. Měli spolu šest dětí včetně Eduarda Staršího, který se stal Alfrédovým následníkem, Æthelflædy, která se později stala vládkyní Mercie, a Ælfthrythy, která se vdala za Balduina, hraběte flanderského.
Děti:
- Edmund (cca 870 – před 899), spolukrál ve Wessexu
- Eduard – král Eduard I. Starší
- Æthelweard (cca 880 – 26. říjen 920/922)
- Æthelflæda (cca 869 – 12. červen 918, Tamworth), paní Mercie, manžel od 886/7 Æthelred, hrabě z Mercie († 911)
- Ælfthryth (cca 875/7 – 7. červen 929, Gent), manžel od 884/893 hrabě Balduin II. Flanderský (863/5 – 10. září 918)
- Æthelgiva († cca 896), abatyše ze Shaftesbury v Dorsetu

Alfréd zemřel 26. října 899, i když Anglosaská kronika uvádí rok 901. Příčina jeho smrti je neznámá, buďto se na ní podepsal jeho dlouhodobě špatný zdravotní stav (podle známých příznaků mohlo jít o Crohnovu chorobu či extrémní problémy s hemoroidy), nebo se stal obětí nějaké jiné choroby. Původně byl pohřben ve starém chrámu ve Winchesteru a později v novém (který byl možná postaven, aby uchovával jeho ostatky). V době vlády Jindřicha VIII. byla krypta s Alfrédovými ostatky zničena a jeho ostatky pohřbeny na místním hřbitově.